# Estelline (Texas)
Pour les articles homonymes, voir Estelline.
Estelline est une ville située à l'est du comté de Hall au Texas, aux États-Unis,. Fondée en 1892, elle est incorporée en 1912.

## Démographie
Lors du recensement de 2010, la ville comptait une population de 145 habitants. Elle est estimée, en 2016, à 137 habitants.

### Source de la traduction
- (en) Cet article est partiellement ou en totalité issu de l’article de Wikipédia en anglais intitulé « Estelline, Texas » (voir la liste des auteurs).